# Veenstra Peak
Der Veenstra Peak ist ein 234 m hoher Berggipfel nahe dem nordwestlichen Ende der Insel Heard im südlichen Indischen Ozean. Er ragt aus einem Gebirgskamm auf, der sich in nordöstlicher Richtung zum Mount Drygalski erstreckt.
Wissenschaftler der Australian Division of National Mapping errichteten hier im Zuge einer 1980 durchgeführten Expedition eine Station für trigonometrische Vermessungen. Benannt ist der Gipfel nach Con Veenstra, dem Expeditionsleiter.